# Zygophylax pinnata
Zygophylax pinnata is een hydroïdpoliep uit de familie Lafoeidae. De poliep komt uit het geslacht Zygophylax. Zygophylax pinnata werd in 1873 voor het eerst wetenschappelijk beschreven door Sars. 